# Pierre Joseph du Plat
Pierre Joseph du Plat (* 11. August 1691 in Namur, Belgien; † 1753 in Ratzeburg) war ein kurfürstlich hannoverscher Offizier und Kartograf.

## Leben
Er entstammte dem französischen Adelsgeschlecht du Plat und war der Sohn des gleichnamigen Pierre Joseph du Plat (1657–1709) und der Belgierin Helène de Sacrée (1670–??) aus Namur.

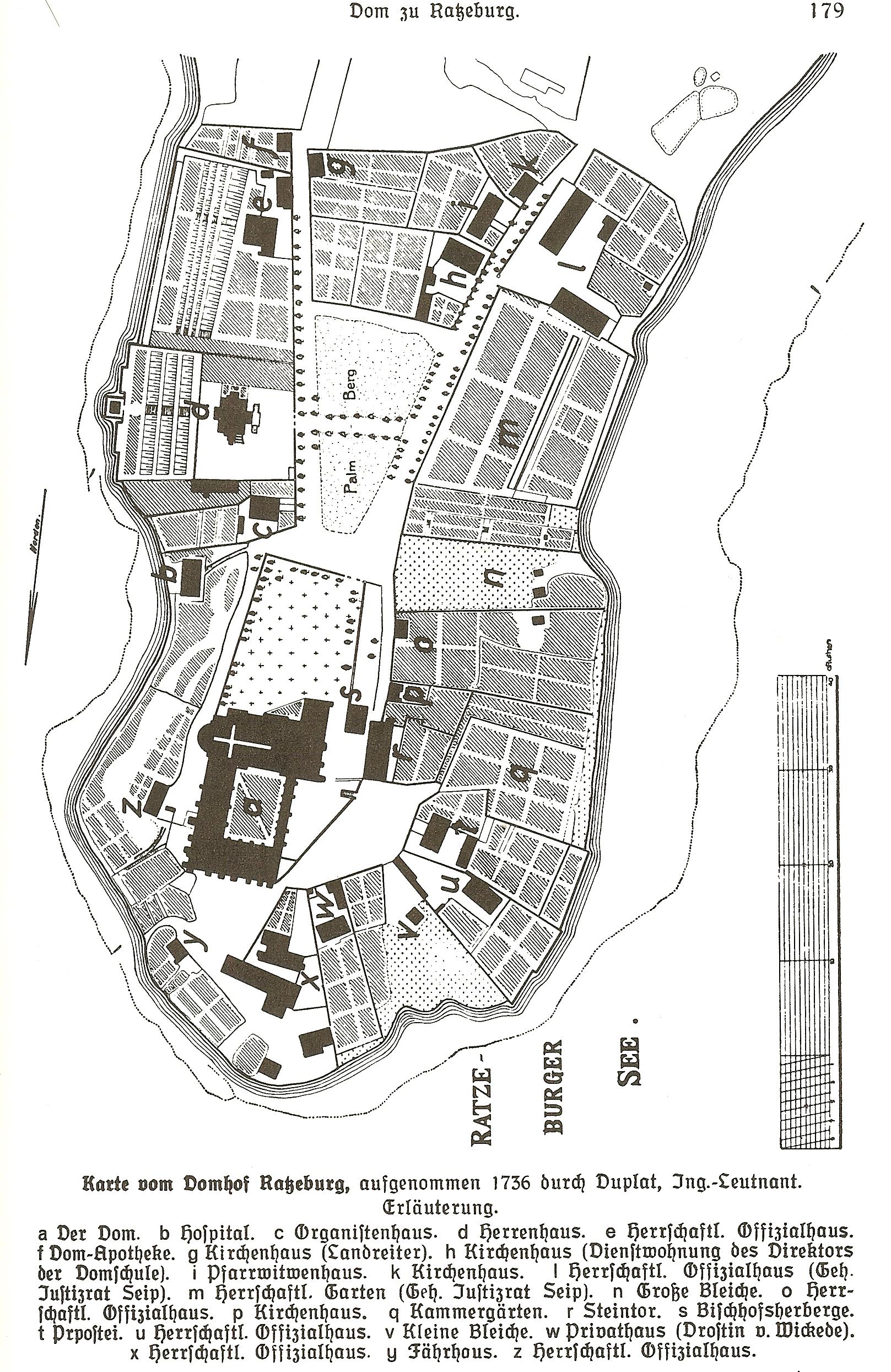
Domhof Ratzeburg (1736 von Pierre Joseph du Plat)

Plat, in der Heimatstadt seiner Mutter geboren, war Kapitän im Ingenieurs-Korps mit Garnison in Ratzeburg. Ab 1731 war er dort stationiert und wurde mit vielen Kartierungen im Herzogtum Lauenburg beauftragt. So vermaß er u. a. das Dorf Nüchel, heute ein Ortsteil von Malente (Ostholstein), und zeichnete dessen Flurkarte.
Er heiratete am 8. Oktober 1721 in Löhrstorf (Schleswig-Holstein) Engel Justina Janus (* 9. September 1700 in Kiel), die Tochter des Löhrstorfer Gutsverwalters Christian Janus (1673–??) und der Hedwig Magarete Stempel. Das Ehepaar hatte zwei Töchter und acht Söhne, darunter Georg Josua du Plat (1722–1795), hannoverscher Generalleutnant und Kartograf, Peter Joseph du Plat (1728–1782), hannoverscher Oberdeichgraf, Johann Wilhelm du Plat (1734–1806), hannoverscher Generalleutnant und Kartograf, sowie Anton Heinrich du Plat (1738–1795), hannoverscher Generalleutnant und Kartograf.